# Théodose Zygomalas
Pour les articles homonymes, voir Théodose.
Théodose Zygomalas (grec : Θεοδόσιος Ζυγομαλάς, 1544-1607) est un érudit, philologue, copiste de manuscrits et dignitaire laïc du patriarcat œcuménique de Constantinople.

## Biographie
Il est né à Nauplie, issu d’une famille connue d'Argolide dont le nom initial était paraît-il Sagomalas, au service du seigneur féodal d'Argos Guy d’Enghien. Il a fait ses études de grec près de son père Jean Zygomalas. En 1555 la famille a déménagé à Constantinople, où le père exerçait déjà des fonctions de dignitaire laïc et d'orateur au patriarcat œcuménique ; en même temps il y enseignait le grec et copiait des manuscrits. En 1564 Théodose figure pour la première fois dans un témoignage, en tant que notaire du patriarcat œcuménique et copiste de manuscrits, tandis qu’en 1574 il a été promu protonotaire (notaire en chef). Enfin, en 1591 il s'éleva à la haute charge patriarcale de dikaiophylax (gardien ou défenseur des droits). 
De son vivant, il est devenu célèbre grâce à la longue correspondance et à son amitié avec l’humaniste Allemand Martin Crusius, professeur de grec et de latin à l'université de Tübingen. Ce dernier notait minutieusement dans son journal toutes les informations que lui envoyait Théodose au sujet des Grecs de son temps, leurs us et coutumes, leur vie quotidienne, leur passé historique, y compris leur langue parlée. Il en a même publié un grand nombre dans ses livres, principalement dans Turcograeciae libri octo (imprimé à Bâle en 1584). Grâce à ces informations de Théodose et leur publication par Crusius, commence à se manifester l'intérêt des intellectuels en Europe pour les Grecs de cette époque, les tenant pour la première fois comme des descendants des Grecs anciens et des Byzantins; c'est bien le courant intellectuel et idéologique qui se développa sous le nom de "Philhellénisme". À la demande de Crusius, Théodose a  traduit en langue  populaire certains textes, ce qui a fait connaître en Europe le grec vernaculaire tel qu'il était pratiqué à cette époque en dehors des milieux savants. 
Théodose a également fait la connaissance d’autres humanistes de passage à Constantinople, tels le Français Philippe du Fresne-Canaye, les Allemands Jean Leunclavius (ou Löwenklau), le pasteur Stefan Gerlach (dont le journal ou Tage-buch constitue une très importants source historique) et le voyageur Salomon Schweigger, le philologue Hollandais George Dousa et l'ambassadeur polonais Andrea Taranowski. Sa participation à l'échange de thèses théologiques et des tentatives de rapprochement entre les théologiens luthériens de Tübingen et le patriarche Jérémie II Tranos paraît limitée et en tout cas non décisive. Il a probablement péri lors de l'épidémie de peste qui, en 1607, a fait des ravages. Sa nombreuse famille a déménagé loin de Constantinople. Ses descendants se trouvaient au XIXe siècle encore à Chios, et aujourd'hui dispersés un peu partout en Grèce, en Europe et en Amérique. 

## Publications
- Histoire politique de Constantinople de 1391 jusqu'à 1578 ;
- Une longue lettre à Crusius, datée du 7 avril 1581 ;
- Des Thematoepistolae, soit des lettres bilingues en juxtaposé (en grec ancien et moderne) ;
- Une paraphrase du roman byzantin Stephanitès et Ichnelatès en langue populaire ;
- Une paraphrase du recueil juridique byzantin Synopsis minor avec beaucoup de modifications de fond ;
- Une paraphrase de l'Hexabible, collection de lois byzantines par Constantin Harménopoulos ;
- Une liste des dignités (offikia) du patriarcat œcuménique ;
- Des catalogues de manuscrits disponibles dans certaines bibliothèques publiques et privées de Constantinople ;
- De nombreuses lettres ;
- Un récit de voyage dans la mer Égée ;
- Une description du mont Sinaï et une autre du mont Athos (avec des cartes dessinées par lui-même).